# 仙崎郵便局
仙崎郵便局（せんざきゆうびんきょく）は、山口県長門市にある郵便局。民営化前の分類では無集配特定郵便局であった。

## 概要
住所：〒759-4106 山口県長門市仙崎錦町1302-10
かつては集配郵便局であったが、1958年（昭和33年）に集配業務を長門郵便局へ移管し無集配郵便局となった。
大正末期から昭和初期にかけての童謡詩人金子みすゞの生家跡が斜め向かいにあり、現在は金子みすゞ記念館となっている。仙崎郵便局の2代目局舎は金子の詩「郵便局の椿」に詠われた。現在の局舎は3代目。

## 沿革
- 1876年（明治9年）8月 - 瀬戸崎（せとざき）郵便局（五等）として開設[1]。
- 1885年（明治18年） - 貯金取扱を開始。
- 1890年（明治23年）4月1日 - 仙崎郵便局に改称。
- 1891年（明治24年）2月16日 - 為替取扱を開始。
- 1957年（昭和32年）1月13日 - 電話交換事務の取扱を長門電報電話局に移管[2]。
- 1958年（昭和33年）1月21日 - 長門郵便局に集配業務を移管し、無集配郵便局となる[3]。
- 1963年（昭和38年）7月1日 - 国内欧文電報受付・配達および国際電報受付・配達の各事務を、長門電報電話局に移管。
- 1969年（昭和44年）5月18日 - 和文電報配達業務を長門電報電話局に移管。
- 2007年（平成19年）10月1日 - 民営化。
- 2012年（平成24年）10月1日 - 日本郵便株式会社発足。

## 取扱内容
- 郵便、印紙、ゆうパック、内容証明
- 貯金、為替、振替、振込、国債
- 生命保険、バイク自賠責保険
- ゆうちょ銀行ATM

## 周辺
- 金子みすゞ記念館
- 仙崎漁港
- 青海島観光船乗り場
- 長門市立仙崎小学校
- 山口県道56号仙崎港線

## アクセス
- JR山陰本線仙崎支線 仙崎駅から北へ約400m（徒歩約5分）
- 防長交通・サンデン交通 仙崎駅前または仙崎漁協前停留所下車
- 駐車場あり：4台